# 魯達埃韋
48°50′23″N 36°27′55″E / 48.83972°N 36.46528°E
魯達耶韋（烏克蘭語：Рудаєве）是位於烏克蘭東部的村莊，由哈爾科夫州洛佐瓦區的布利茲紐基市鎮負責管轄。該村處於大捷爾尼夫卡河畔，始建於1850年，面積0.03平方公里，海拔高度118米，2001年人口6。